# Riksmötet 1990/1991
Riksmötet 1990/91 var Sveriges riksdags verksamhetsår 1990–1991. Det pågick från riksmötets öppnande den 2 oktober 1990 till riksmötets avslutning den 14 juni 1991.
Riksdagens talman under riksmötet 1990/91 var Thage G. Peterson (S).